# Minanapis palena
Minanapis palena är en spindelart som beskrevs av Norman I. Platnick och Forster 1989. Minanapis palena ingår i släktet Minanapis och familjen Anapidae. Inga underarter finns listade i Catalogue of Life.